# توم جونز (سياسي)
توم جونز (بالإنجليزية: Tom Jones)‏ هو سياسي أمريكي، ولد في 17 نوفمبر 1940. حزبياً، نشط في الحزب الديمقراطي. وقد انتخب عضو داكوتا الجنوبية البيت النواب.